# Gamasomorpha lutzi
Gamasomorpha lutzi är en spindelart som först beskrevs av Alexander Petrunkevitch 1929.  Gamasomorpha lutzi ingår i släktet Gamasomorpha och familjen dansspindlar. Inga underarter finns listade i Catalogue of Life.